# Phyllanthus decipiens
Phyllanthus decipiens är en emblikaväxtart som först beskrevs av Henri Ernest Baillon, och fick sitt nu gällande namn av Johannes Müller Argoviensis. Phyllanthus decipiens ingår i släktet Phyllanthus och familjen emblikaväxter.

## Underarter
Arten delas in i följande underarter:
- P. d. trilocularis
- P. d. antisihanakensis
- P. d. boivinianus
- P. d. decipiens